# Jarryd Dunn
Jarryd Dunn (ur. 30 stycznia 1992) – brytyjski lekkoatleta specjalizujący się w biegach sprinterskich.
W 2015 roku podczas mistrzostw świata w Pekinie stanął na najniższym stopniu podium w sztafecie 4 × 400 m. W 2016 wystartował na mistrzostwach Europy w Amsterdamie, jednakże występ w nich zakończył na półfinale.

## Osiągnięcia
| Rok  | Impreza                                 | Miejsce    | Konkurencja        | Pozycja           | Wynik   |
| ---- | --------------------------------------- | ---------- | ------------------ | ----------------- | ------- |
| 2015 | Superliga drużynowch mistrzostw Europy  | Czeboksary | bieg na 400 m      | 1. miejsce        | 45,09   |
| 2015 | Mistrzostwa świata                      | Pekin      | bieg na 400 m      | el. – 32. miejsce | 45,49   |
| 2015 | Mistrzostwa świata                      | Pekin      | sztafeta 4 × 400 m | 3. miejsce        | 2:58,51 |
| 2016 | Mistrzostwa Europy                      | Amsterdam  | bieg na 400 m      | półfinał          | 46,00   |
| 2017 | IAAF World Relays                       | Nassau     | sztafeta 4 × 400 m | 6. miejsce        | 3:03,84 |
| 2017 | Superliga drużynowych mistrzostw Europy | Lille      | sztafeta 4 × 400 m | 9. miejsce        | 3:07,49 |

## Rekordy życiowe
- bieg na 400 metrów (stadion) – 45,09 (2009)
- bieg na 400 metrów (hala) – 46,67 (2015)